# Campeonato Europeu de Patinação Artística no Gelo de 1923
O Campeonato Europeu de Patinação Artística no Gelo de 1923 foi a vigésima segunda edição do Campeonato Europeu de Patinação Artística no Gelo, um evento anual de patinação artística no gelo organizado pela União Internacional de Patinação (em inglês:  International Skating Union) onde os patinadores artísticos competem pelo título de campeão europeu. A competição foi disputada na cidade de Kristiania, Noruega.

## Eventos
- Individual masculino

## Medalhistas
| Evento                        | Ouro                  | Prata                    | Bronze                       |
| Individual masculino detalhes | Willy Böckl · Áustria | Martin Stixrud · Noruega | Gunnar Jakobsson · Finlândia |

## Resultados

### Individual masculino
| Pos.              | Nome             | Nacionalidade |
| ----------------- | ---------------- | ------------- |
| Medalha de ouro   | Willy Böckl      | Áustria       |
| Medalha de prata  | Martin Stixrud   | Noruega       |
| Medalha de bronze | Gunnar Jakobsson | Finlândia     |
| 4                 | Kaj af Ekström   | Suécia        |

## Quadro de medalhas
| Ordem | País      | Medalha de ouro | Medalha de prata | Medalha de bronze |   | Ordem por total |
| ----- | --------- | --------------- | ---------------- | ----------------- | - | --------------- |
| 1     | Áustria   | 1               |                  |                   | 1 | 1               |
| 2     | Noruega   |                 | 1                |                   | 1 | 1               |
| 3     | Finlândia |                 |                  | 1                 | 1 | 1               |
| TOTAL | TOTAL     | 1               | 1                | 1                 | 3 | —               |